# انشعاب (ریاضیات)

ترسیمی از رمیفیکیشن: تارهای اکثر نقاط Y که در پایین تصویر نشان داده شده، شامل سه نقطه اند، به جز دو نقطه از Y که به رنگ آبی مشخص شده، در آنجا تارها شامل یک یا دو نقطه می‌باشند (نقاط تارهای مربوط به این نقاط آبی، در X با رنگ مشکی مشخص گشته‌اند). در این شرایط، گفته می‌شود که نگاشت f در این نقاط از Y دچار انشعاب یا رمیفای شده‌اند.

در هندسه، انشعاب(به انگلیسی: Ramification) شاخه ای شدن تابع ریشه دوم برای اعداد مختلط است، که می‌تواند دو شاخه با علامات مختلف داشته باشد. همچنین از این اصطلاح می‌توان به صورت عکس نیز نگریست، یعنی یکی شدن شاخه‌های مختلف زمانی که نگاشت پوششی، در نقطه‌ای از فضا دچار تبهگنی شده، به گونه‌ای که تارهای (تصاویر عکس تک‌نقطه‌ای‌ها) نگاشت در آن نقاط دچار فروپاشی می‌گردند.